# Manciano
Manciano település Olaszországban, Toszkána régióban, Grosseto megyében. Lakosainak száma 7052 fő (2023. január 1.). Manciano Canino, Capalbio, Ischia di Castro, Montalto di Castro, Orbetello, Roccalbegna, Scansano, Semproniano, Magliano in Toscana, Pitigliano és Sorano községekkel határos.

## Népesség
A település lakossága az elmúlt években az alábbi módon változott:
| Lakosok száma | 7326 | 7309 | 7052 |
|               | 2017 | 2018 | 2023 |